# Jiaozi
Jiǎozi (chinesisch 餃子 / 饺子, Pinyin jiǎoziⓘ, W.-G. chiao3-tzŭ5, Jyutping gaau2zi2, Yale gáau jí, Yale jiau tz, kurz 餃 / 饺,  jiǎo, Jyutping gaau2, dt. etwa „chinesische Maultasche“) ist ein Teiggericht der chinesischen Küche, das in der Küche Japans als Gyōza und in Korea als Mandu bekannt ist.
Es ist ein traditionelles chinesisches Neujahrsgericht zum Frühlingsfest bzw. zur Wintersonnenwende – insbesondere im Norden Chinas.

## Zubereitung
Die Füllung besteht in der Regel aus Gemüse, Fleisch oder Meeresfrüchten, wie meist Garnelen bzw. Shrimps. Chinesische Restaurants bieten häufig eine große Auswahl an Füllungen an. Es gibt sie als vegetarische Variante mit regionalem Gemüse, wie Jiucai, eingelegtem Suancai, Bambussprossen oder Chinakohl und Pilzen, wie beispielsweise Shiitake (chin. dōnggū) o. Ä. Als Fleischfüllung nimmt man gewöhnlich Schweinefleisch, regional ist Garnelen- oder Lammfleisch auch üblich. Die Füllung kann mit Salz, Sojasauce oder fein gehacktem Ingwer gewürzt werden. Die in kochendem Wasser zubereiteten Jiǎozi werden vor dem Verzehr in Sojasauce oder Reisessig mit fein gehacktem Knoblauch getunkt. Je nach Geschmack fügt man auch gern Sesamöl hinzu. Die Sauce (Dip) befindet sich auf einem separaten kleinen Teller oder in einem Schälchen.
Verglichen mit den Essgewohnheiten in Nordchina sind Jiǎozi für die meisten Südchinesen selten eine Hauptmahlzeit. Jiǎozi sind als Dimsum-Gericht auch sehr beliebt. Es gibt verschiedene Zubereitungsarten und Zutaten. Beispielsweise gibt es Jiucaijiao (韭菜饺 – „Schnittknoblauch-Teigtaschen“) oder Shuijing Xiajiao (水晶虾饺 – „Kristall-Shrimpstaschen“), wobei der Teig dieser „Shrimps-Teigtaschen“ (虾饺) aus Reismehl besteht. Die Reismehlteigtasche ist nach dem Dämpfen fast durchsichtig und gibt dem Gericht seinen treffenden Namen, denn Shuǐjīng (水晶 – „Kristall“) steht im Chinesischen für Kristall oder Bergkristall.
Neben dem Garen in heißem Wasser (水饺 – „wassergekochtes Jiaozi“) und Dämpfen (蒸饺 – „gedämpftes Jiaozi“) gibt es auch das Frittieren und Anbraten in Öl (煎饺 – „angebratenes Jiaozi“). Durch Anbraten zubereitete Teigtaschen werden in China auch Guotie (锅贴 – „Topfkleber, Pfannenkleber“), in Japan Yaki-Gyōza (japanisch 焼き餃子 ‚gebratene Gyōza‘) und in Korea Gunmandu (koreanisch 군만두 ‚gebratene Mandu‘) genannt.

Jiaozi-Varianten
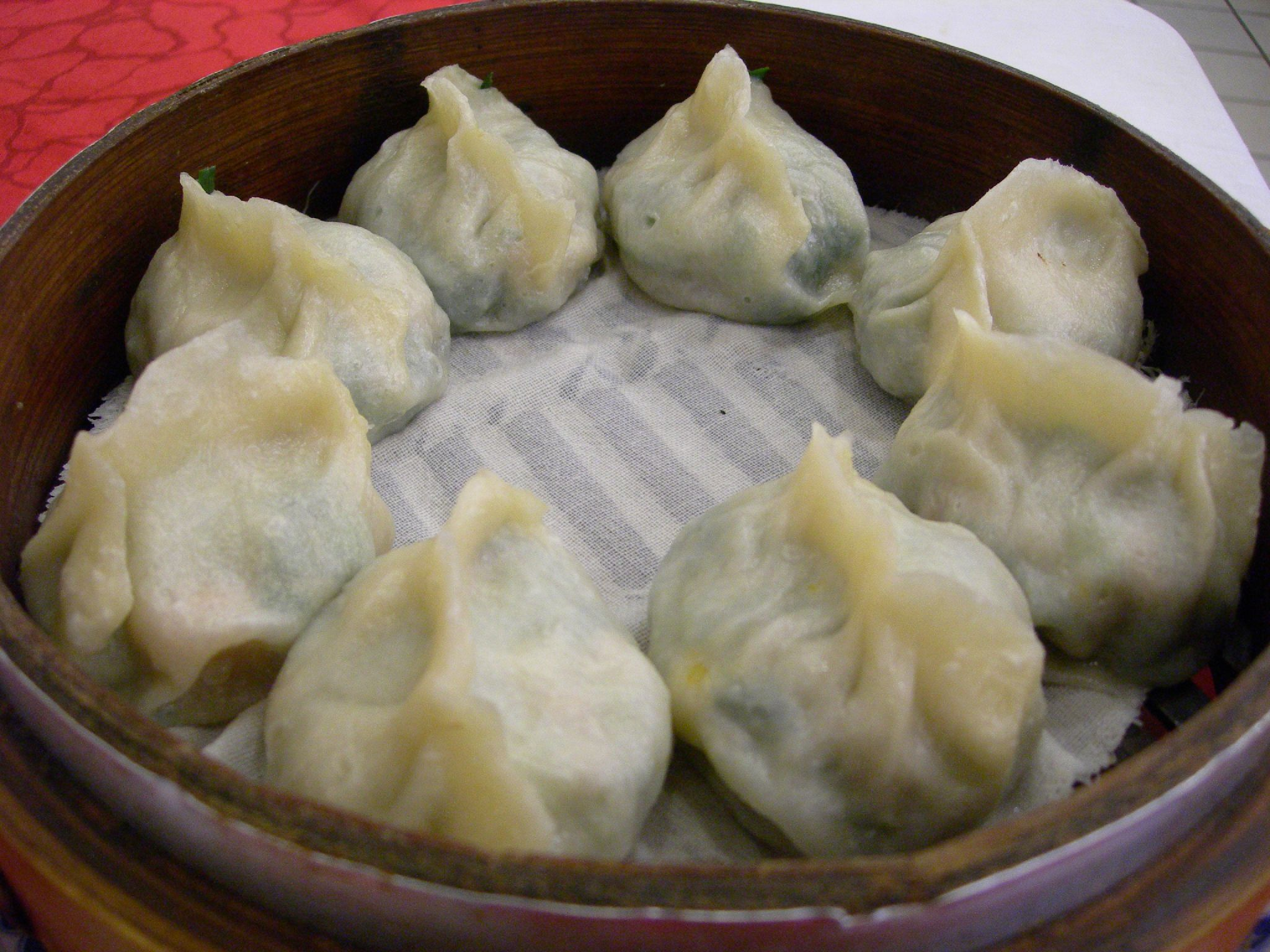
„Schnittknoblauch-Teigtasche“[Anm. 11], Taipeh 2006
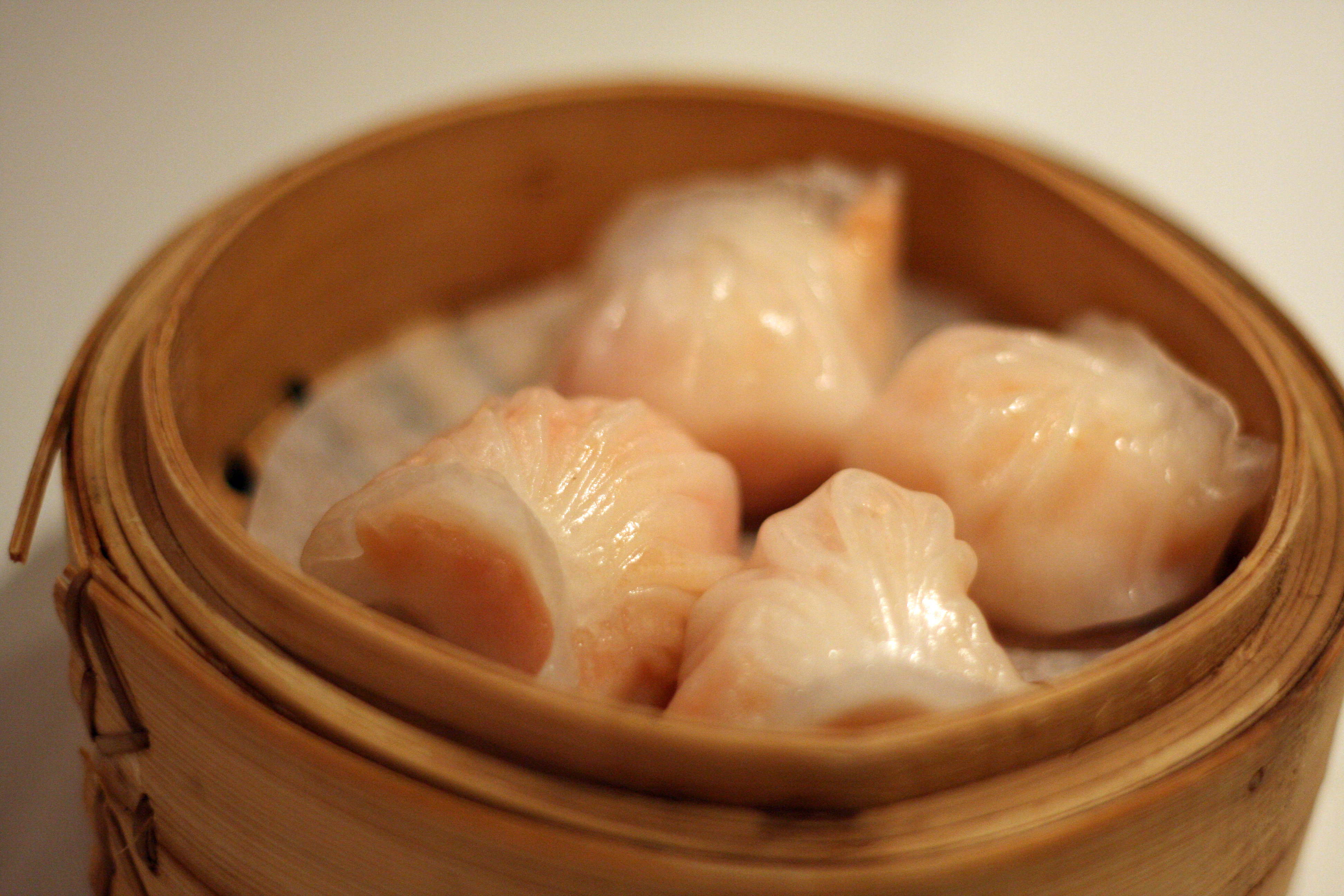
„Kristall-Shrimps-Teigtaschen“, New York 2009
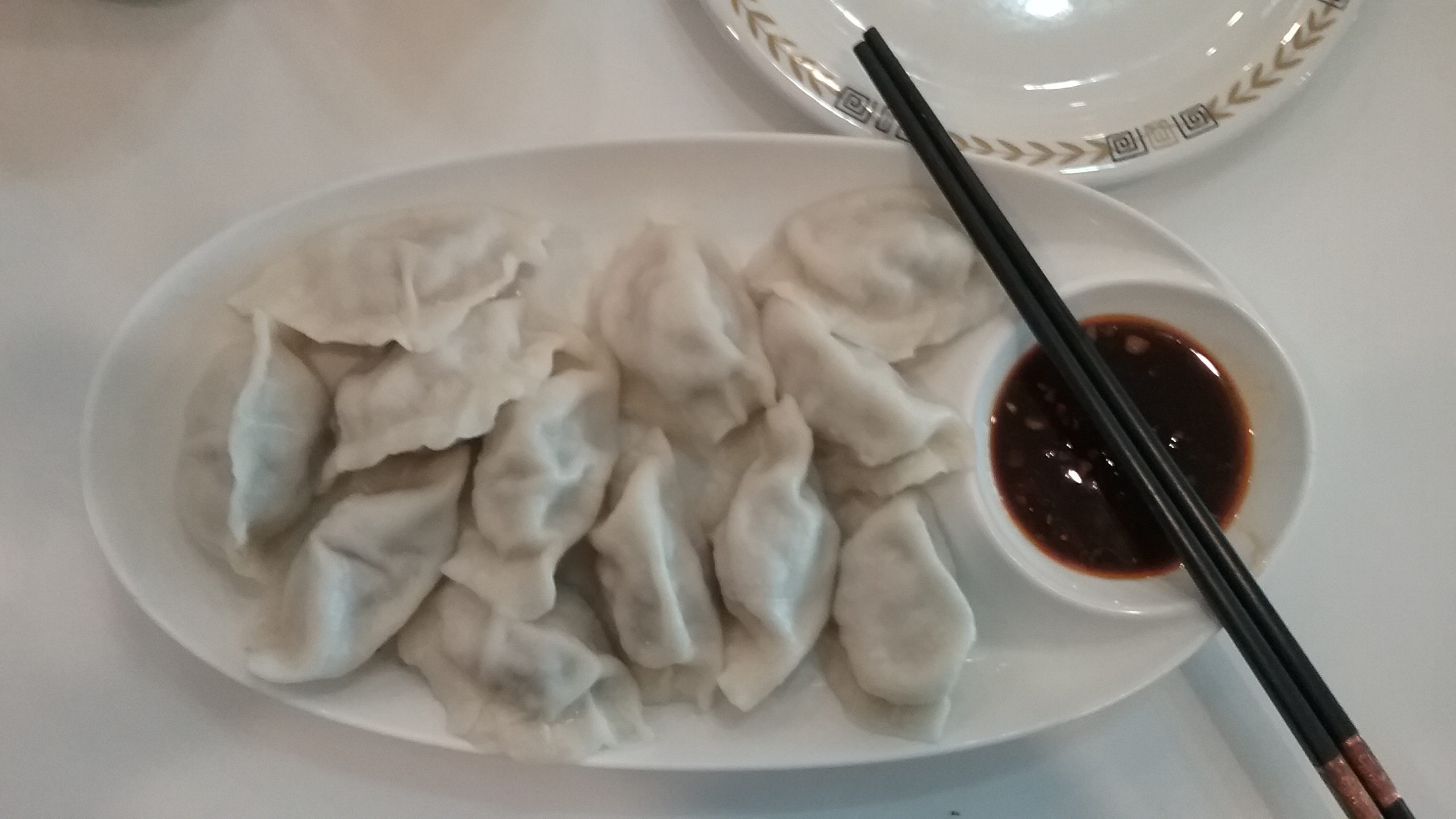
Typisches Jiaozi-Gericht mit Dip[Anm. 12], Fresno 2019
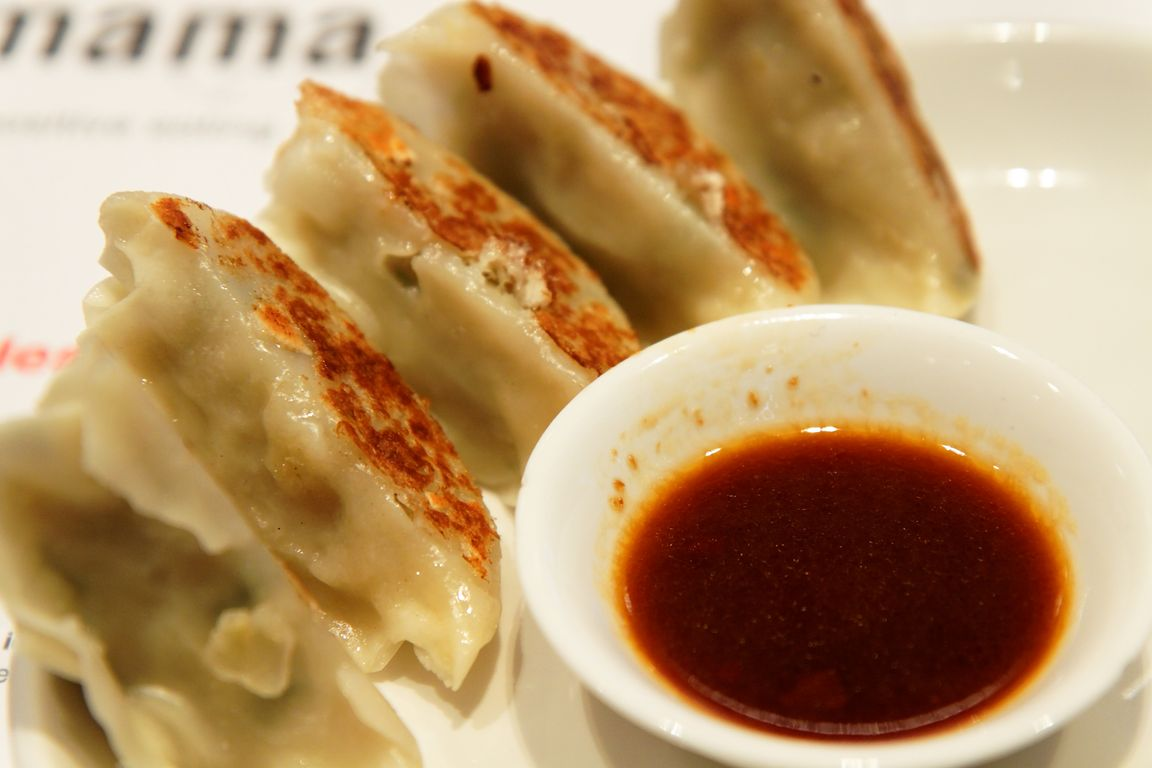
Guōtiē – „Jiǎozi ähnlich“, Christchurch 2010
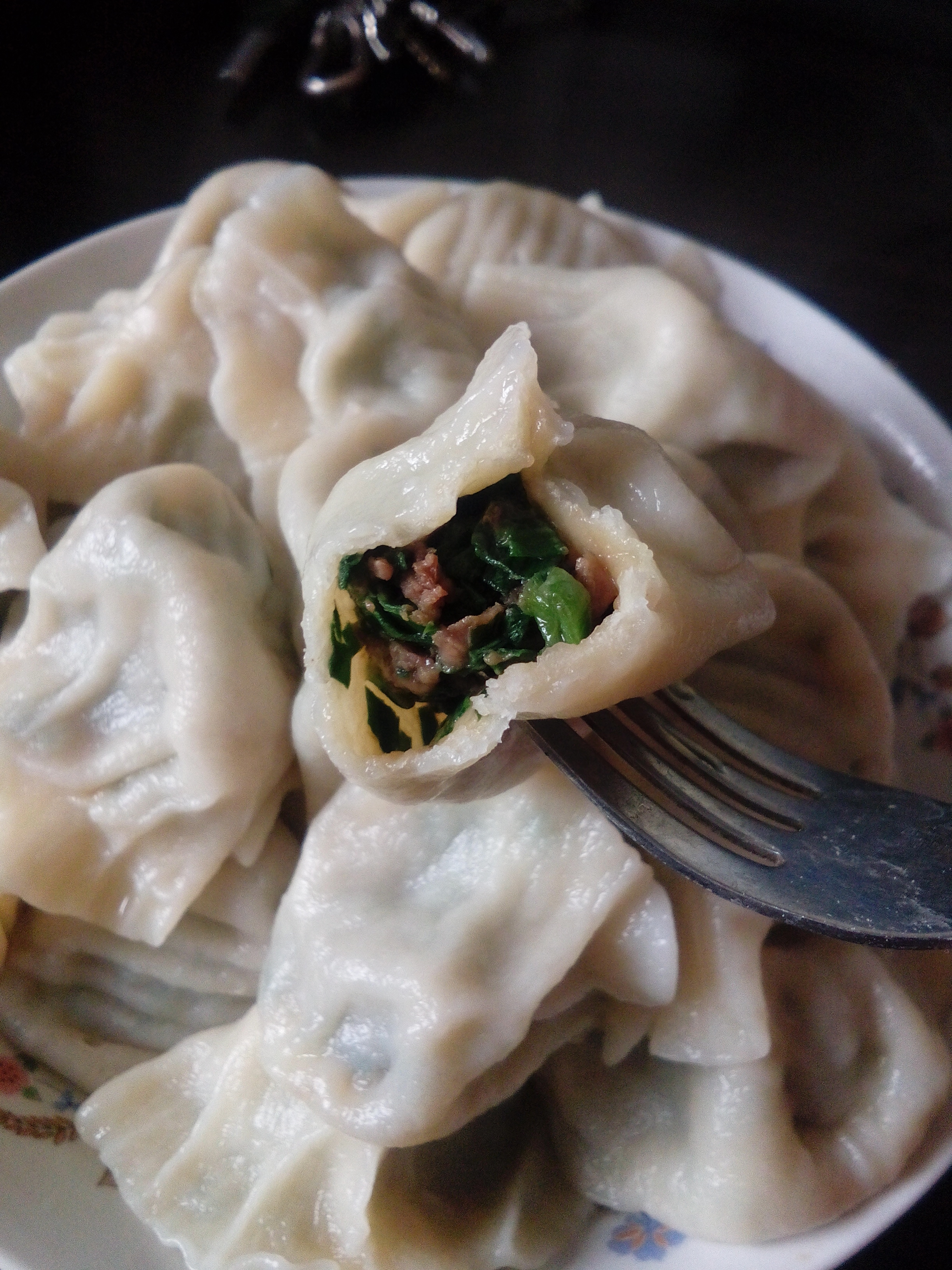
Typische Füllung[Anm. 13], 2016
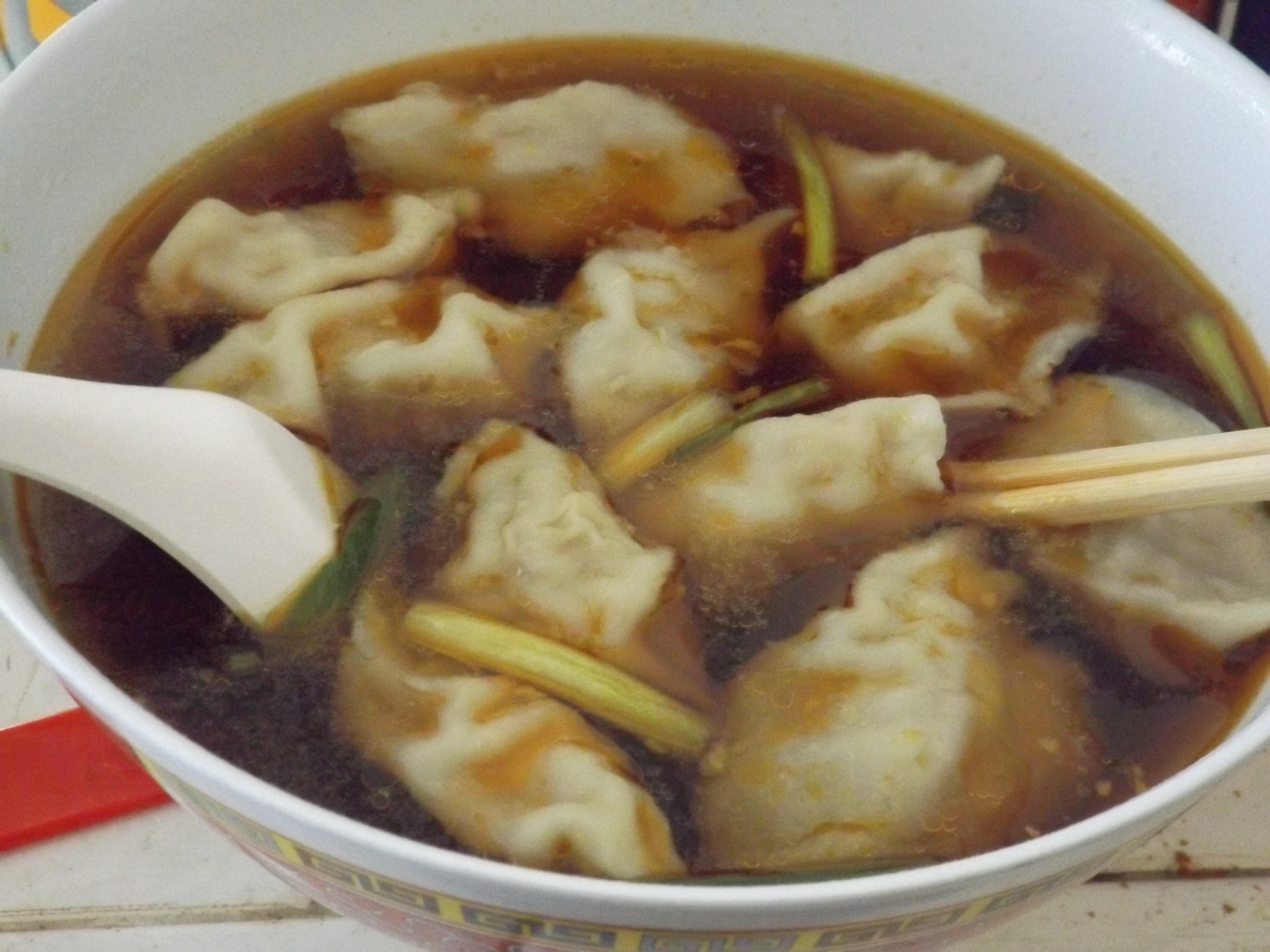
Jiaozi-Suppe – hausgemacht[Anm. 14], 2019
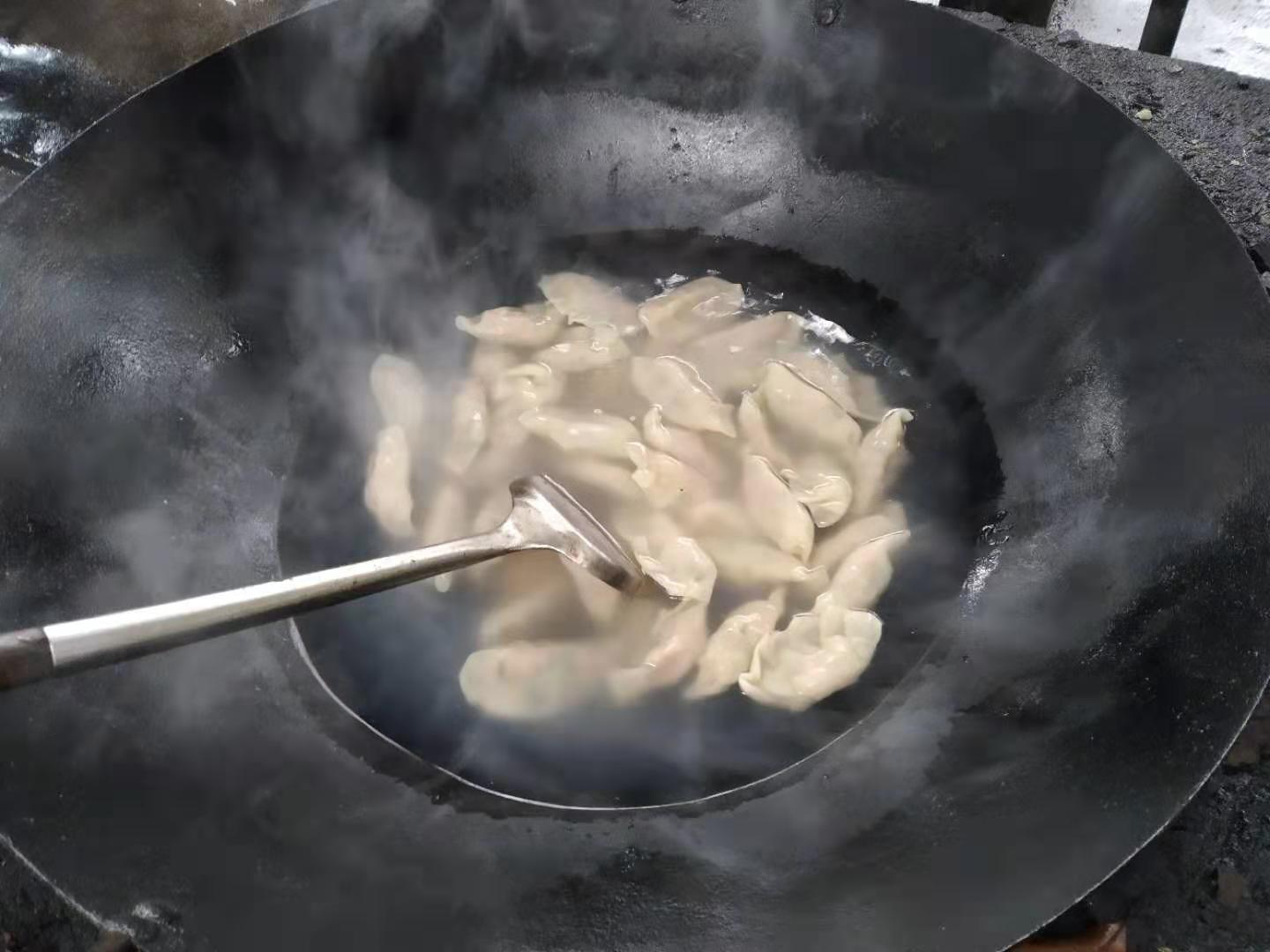
Jiazi im Wok[Anm. 15], Shenzhen 2019
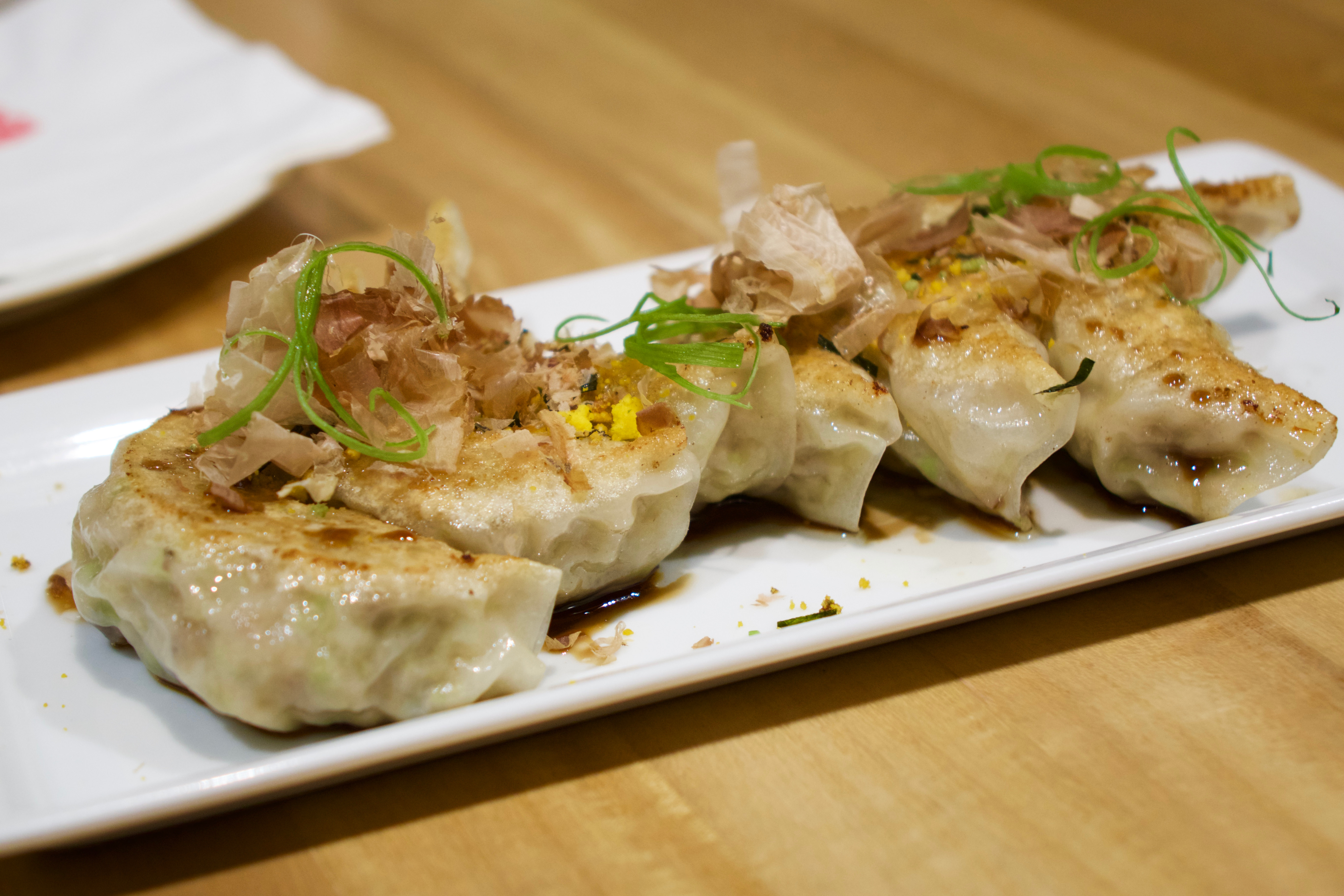
Gebratene japanische Gyōza, 2018

## Kultur
Die Jiǎozi stammen ursprünglich aus China, genauer gesagt aus Nordchina. Dazu gibt es mehrere Legenden:

### Bian Que
Vor 2.600 Jahren lebte in Nordchina der berühmte Arzt Bian Que. Zu der Zeit hatten viele arme Leute keine warme Kleidung zur Verfügung, um die kalten, nordchinesischen Winter zu überstehen. Einige der Armen froren sich Körperteile, insbesondere ihre Ohren, ab. Nach eingehender Untersuchung kam Bian Que zu dem Schluss, dass die Leute deshalb so oft erfrorene Ohren hatten, weil die Ohren nur dünne Adern und keine dicke Fettschicht haben. Nach der Legende gab er den Leuten einige Kräuter, um die Frostbeulen zu behandeln. Die Kräuter waren lose allerdings schwer zu kochen. Bian Que füllte deshalb die Heilkräuter, bevor er sie den Leuten gab, in kleine Nudelteigtaschen. Die kleinen und mit Kräutern gefüllten Nudelteigtaschen konnten sie dann zu Hause recht einfach zubereiten und verzehren.
Mit der Zeit entwickelte sich die Wirtschaft, so dass es heutzutage nur noch selten an Geld für warme Kleidung mangelt. Zum Gedenken an den Arzt Bian Que füllen die Leute jedoch auch heute noch Hackfleisch oder Gemüse in halbmondförmige Nudelteigtaschen, um sie zuzubereiten und zu verzehren.

### Su Qiaosheng
Der Legende nach existierte in China ein Kaiser, der sich weniger um die Staatsgeschäfte bemühte, als seinem persönlichen Vergnügen nachzugehen. Einer seiner Mandarine bemerkte einmal – nicht ohne Hintergedanken – zu ihm, dass er ewig leben werde, wenn er nur 100 verschiedene Speisen am Tag essen könne. Der Kaiser war von dem Vorschlag angetan und erließ den Befehl, landesweit den besten Koch auszuwählen, der für ihn 100 verschiedene Gerichte kochen sollte. Nach diversen Prüfungen wurde ein Koch mit dem Namen Su Qiaosheng gewählt.
In den nächsten 33 Tagen kochte Su insgesamt 99 verschiedene Gerichte für den Kaiser, der damit sehr zufrieden war. In der Nacht zum 33. Tag überlegte Koch Su nun, was er dem Kaiser denn zum zweiten Frühstück servieren solle. Er grübelte die ganze Nacht, hatte aber immer noch keine Idee für ein neues Gericht. Der Kaiser hatte ihm jedoch angedroht, dass er ihn töten lassen würde, wenn es mit den Gerichten nicht klappen sollte. Während der Meisterkoch über sein mutmaßliches Schicksal meditierte, fiel sein Blick plötzlich auf die Reste von Fleisch und Gemüse in der Küche. Ihm kam die Idee, das Fleisch und Gemüse in kleine Stücke zu hacken und damit kleine Nudelteigtaschen zu füllen, um sie dann samt ihrer Füllung zu kochen. Das Resultat erhielt der Kaiser zum Frühstück. Der Koch fürchtete, dass der Kaiser mit dem Frühstück nicht zufrieden sein könnte und erschrak nicht wenig, als der Kaiser nach dem Frühstück höchst selbst direkt in die Küche stürmte und rief: „Das heutige Frühstück hat mir am besten geschmeckt! Wie heißt denn das Gericht?“
Der Koch antwortete ohne Zögern: „Das Gericht sieht platt aus und heißt deshalb Platt-Gericht.“ Dies war der Vorläufer der heutigen Jiǎozi.

## Gyōza (Japan)
Gyōza (japanisch 餃子ⓘ) sind meist mit Fleisch oder Gemüse gefüllte Teigtaschen. Sie sind in Japan weit verbreitet, werden unter anderem in Ramen-Restaurants (ラーメン屋 rāmen-ya, deutsch ‚Ramen-Nudelhaus‘) als Beilage zu Ramen oder auch als Hauptgericht angeboten. Industriell gefertigt bzw. tiefgekühlt sind sie als Lebensmittel bzw. Fertiggericht im Supermarkt erhältlich. Berühmt für ihre Yaki-Gyōza (焼き餃子 yakigyōza, deutsch ‚gebratene Gyōza‘) sind die Städte Utsunomiya und Hamamatsu. Die halbmondförmigen Teigtaschen werden üblicherweise gebraten, können aber auch frittiert oder gedämpft werden. In der Regel werden sie mit verschiedenen Saucen, meist Sojasauce, gewürzt.
__

## Mandu (Korea)
Mandu (koreanisch 만두) heißt die koreanische Teigtaschenvariante. Als Schriftzeichen wird das koreanische Wort für Mandu (Hanja 饅頭) gleich geschrieben wie der chinesische Mantou (chinesisch 饅頭 / 馒头), ein gedämpfter Hefekloß meist ohne Füllung, und beide sollen nicht miteinander verwechselt werden.
__